# スジボソヤマキチョウ
スジボソヤマキチョウ（筋細山黄蝶、学名：Gonepteryx aspasia Ménétries, 1859）は、アゲハチョウ上科シロチョウ科ヤマキチョウ属に分類されるチョウの1種。

## 形態
開張6.2cm本州に生息するシロチョウ科の中では比較的大きく、モンシロチョウと比べるとふた回りほど大きい。前翅長は、3-4 cm。全体に薄い黄色で、前翅と後翅が1箇所ずつとがっている。また翅の中央に1つずつ白点を持つ。オスの前翅の表面は濃黄色で、メスはクリーム色。
同属のヤマキチョウと形態が非常に似ている。翅の先端の突出が弱く、前翅前縁がピンク色になる点でスジボソヤマキチョウと区別できる。ヤマキチョウは中部地方以西には生息していない。

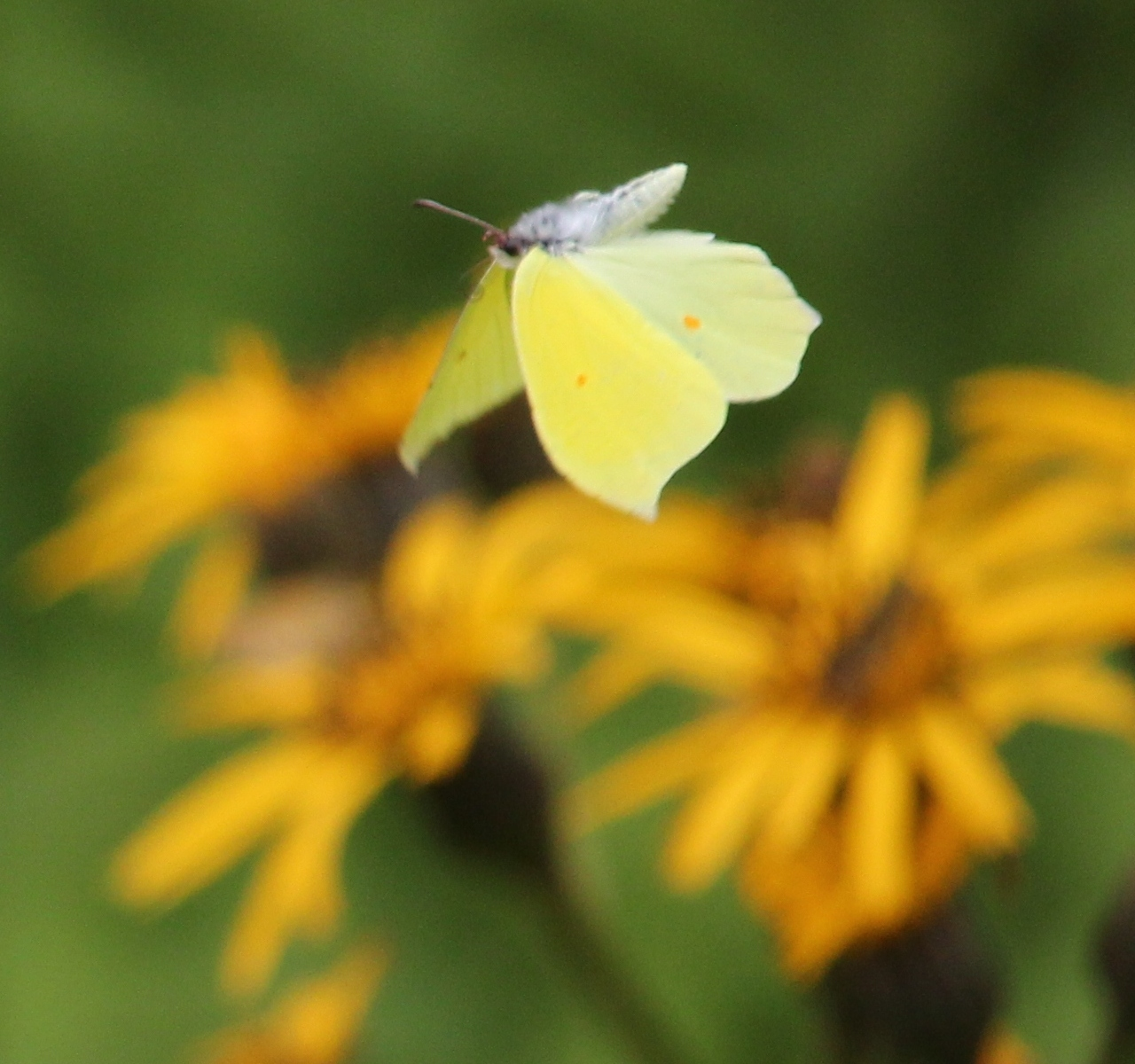
飛行中のスジボソヤマキチョウ♂

## 生態
やや山地性で、日中低い場所を穏やかに飛び、アザミ類やヒメジョオンなどの多くの種類の花によく集まる。生息地では多数発生することもある。吸水する習性が強く、集団で吸水する様子もたまに見られる。
3～4月に産卵し、幼虫は黄緑色。成虫は年1回6～7月に羽化する。しばらく活動した後休眠状態に入る。成虫で越冬する。見られる季節は長いが、5～8月ごろはあまり活発でない。
幼虫はクロウメモドキ科のクロウメモドキ、キビノクロウメモドキ、クロツバラ、クロカンバなどを食草とする。

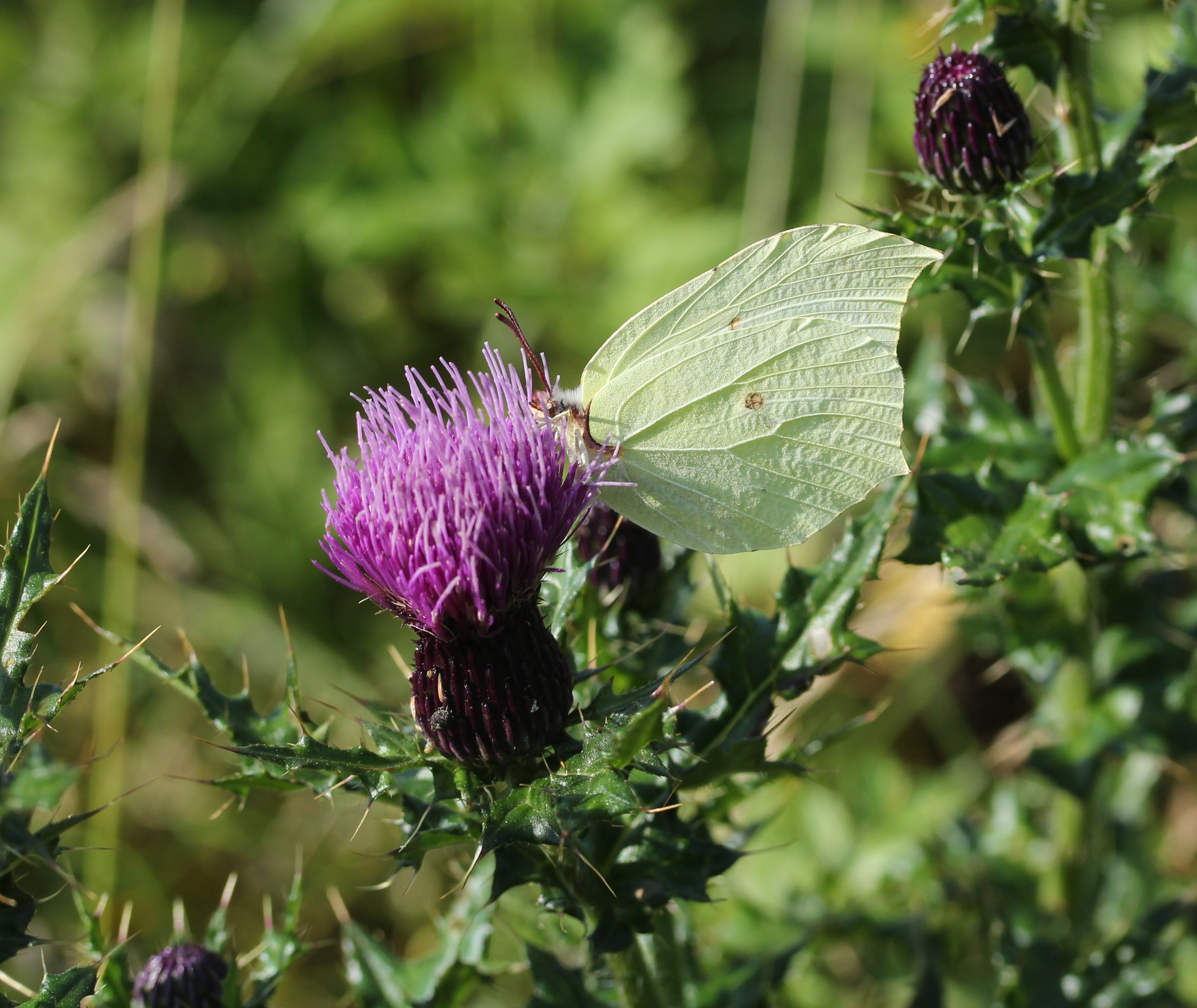
ミヤマコアザミを吸密中のスジボソヤマキチョウ
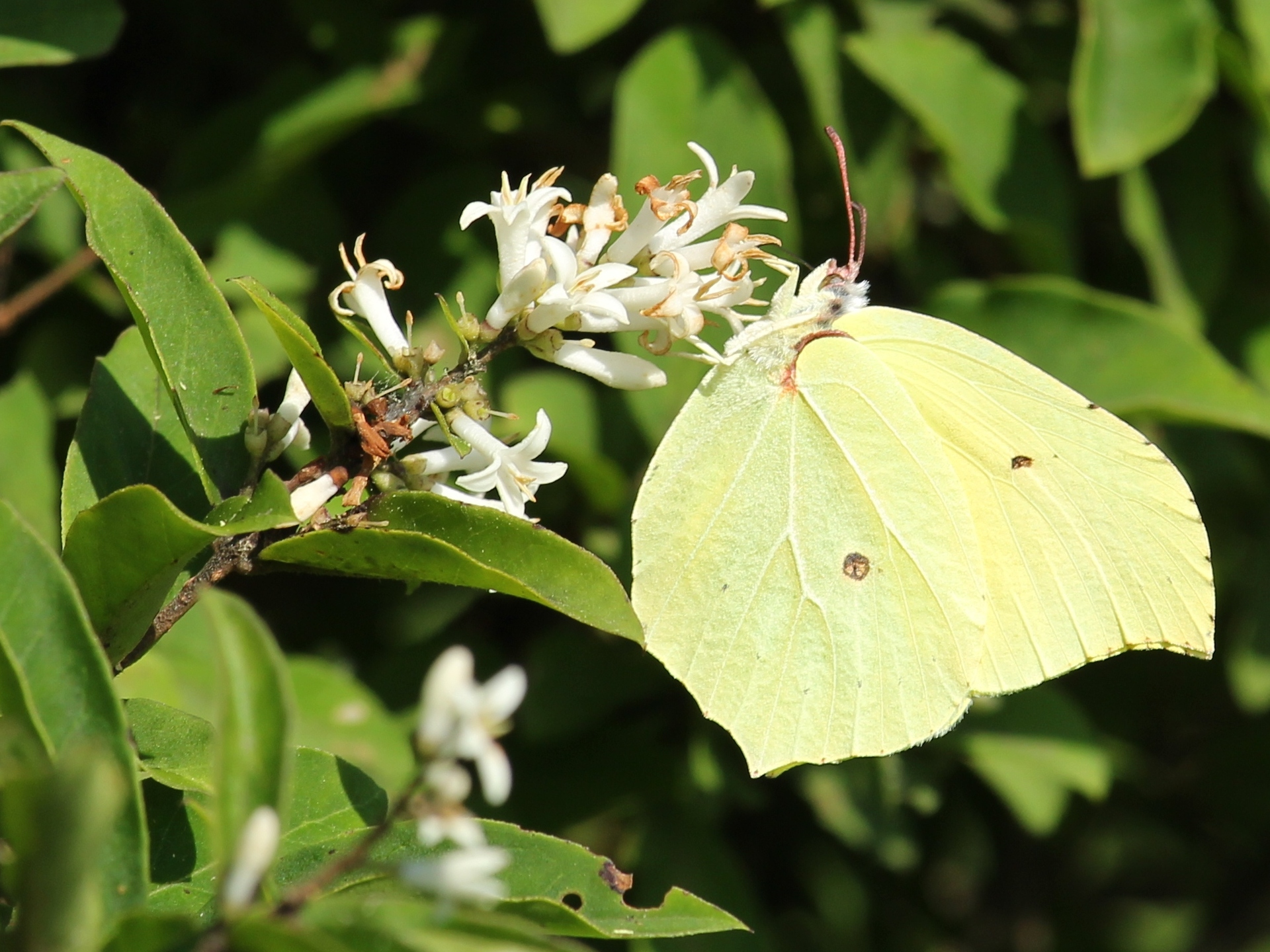
ミヤマイボタを吸密中のスジボソヤマキチョウ
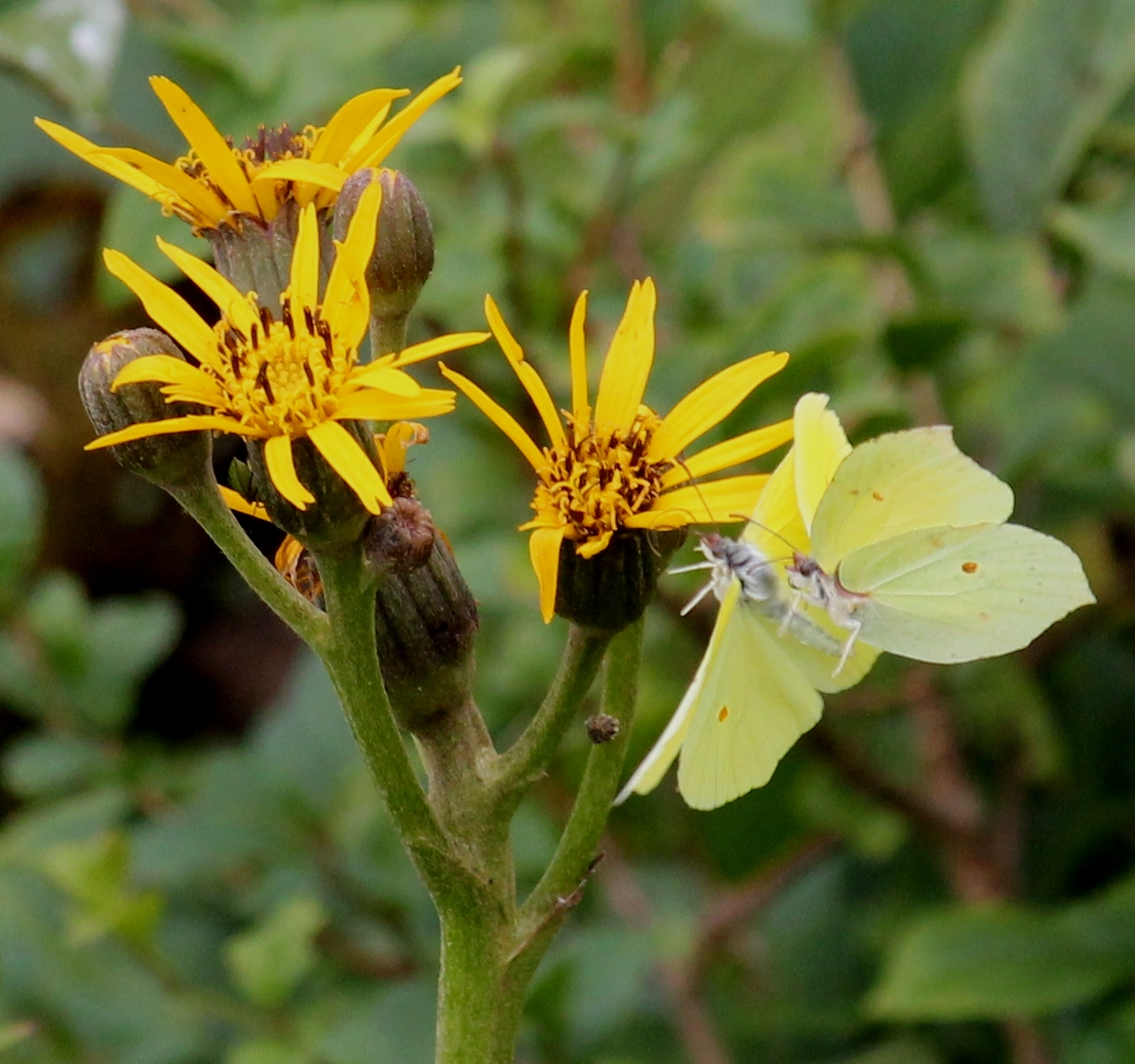
マルバダケブキを吸密中のスジボソヤマキチョウ

## 分布
ロシア（アムール川およびウスリー川流域）、中国、朝鮮半島、日本に分布する。
日本では紀伊半島を除く本州、四国（山地のみ）、九州に分布する。北海道、淡路島にはいない。九州では大分県と宮崎県の高原に分布するとされ、1986年に大分県竹田市祖母山でオス1匹が採集されているが、ここ十年ほど記録がない。丘陵地から山地にかけての森林に生育し、発達した森林の林縁などで見られる。

## 亜種
- G. aspasia aspasia - ロシア極東地域、中国、朝鮮半島に分布する[5]。
- G. aspasia niphonica Bollow - スジボソヤマキチョウ。日本に分布する[5]。

## 種の保全状況評価
日本の以下の都道府県でレッドリストの指定を受けている。ヤマキチョウほど絶滅が危惧されてはいないが、森林の開発や植林などにより個体数は減少傾向にある。
- 絶滅（EX） - 香川県[6]
- 絶滅危惧IA類（CR）- 宮崎県
- 絶滅危惧IB類（EN）- 愛知県[9]、三重県[10]、大分県[7]
- 絶滅危惧II類（VU） - 大阪府、鳥取県[11]、島根県[12]、松山市[13]（愛媛県）
  - 重要希少野生生物（Bランク）[注釈 2] - 青森県[14]
- 準絶滅危惧（NT） - 埼玉県[15]、神奈川県、京都府[16]、山口県[17]
  - 希少種（R) - 茨城県[注釈 3]
  - 希少種 - 滋賀県、奈良県
- 要注目 - 兵庫県[18]